# Nae ID-neun Gangnammiin
Nae ID-neun Gangnammiin (hangul: 내 아이디는 강남미인 Nae Aidineun Gangnammiin) – południowokoreański serial telewizyjny emitowany na antenie JTBC. Był emitowany od 27 lipca do 15 września 2018 roku, w piątki i soboty o 23:00, liczy 16 odcinków. Główne role odgrywają w nim Im Soo-hyang, Cha Eun-woo, Jo Woo-ri oraz Kwak Dong-yeon. Powstał w oparciu o webtoon o tym samym tytule autorstwa Gi Maeng-gi, opublikowanym w 2016 roku przez Naver Webtoon.

## Obsada

### Główna
- Im Soo-hyang jako Kang Mi-rae
  - Jeon Min-seo jako młoda Kang Mi-rae
- Cha Eun-woo jako Do Kyung-seok
  - Shin Jun-seop jako nastoletni Do Kyung-seok
  - Moon Woo-jin jako młody Do Kyung-seok.
- Jo Woo-ri jako Hyun Soo-a
- Kwak Dong-yeon jako Yeon Woo-young

### W pozostałych rolach
Otoczenie Kang Mi-rae
- Woo Hyun jako Kang Tae-sik, ojciec Kang Mi-rae
- Kim Sun-hwa jako Na Eun-sim, matka Kang Mi-rae
- Min Do-hee jako Oh Hyun-jung, przyjaciółka z dzieciństwa
- Ha Kyung jako Yong Chul

Otoczenie Do Kyung-seoka
- Park Joo-mi jako Na Hye-sung, matka Do Kyung-seoka
- Park Sung-geun jako Do Sang-won, ojciec Do Kyung-seoka
- Kim Ji-min jako Do Kyung-hee, siostra Do Kyung-seoka
- Lee Tae-sun jako Woo-jin, przyjaciel z dzieciństwa
- Jung Myung-hoon jako Young-mo

Studenci chemii
- Park Yoo-na jako Yoo Eun
- Jung Seung-hye jako Choi Jung-boon
- Jung Hye-rin jako Lee Ji-hyo
- Kim Do-yeon jako Jung Won-ho
- Kim Eun-soo jako Kim Sung-woon
- Oh Hee-joon jako Kim Chan-woo
- Ryu Ki-san jako Goo Tae-young
- Kim Il-rin jako Yeo-woo
- Bae Da-bin jako Kwon Yoon-byul
- Lee Ye-rim jako Kim Tae-hee
- Baek Soo-min jako Go Ye-na
- Choi Sung-won jako Song Jung-ho
- Ham Sung-min jako Chung Dong-woon
- Sun-mi jako Kim Min-ha
- Seo Ji-hye jako Min-ah

## Produkcja
Pierwsze czytanie scenariusza odbyło się 30 maja 2018 roku w stacji JTBC w Sangam, w Seulu.

## Odbiór
Serial zdobył wiele pochwał za swoje tajemnicze zobrazowanie dzieciństwa głównej bohaterki. Reżyser Choi zdobył uznanie widzów za swoje przemyślane przedstawienie postaci.
Serial okazał się być komercyjnym sukcesem i zyskał pochwały krytyków za zadawanie pytań o szczególną uwagę, jaką społeczeństwo kładzie na wygląd oraz o prawdziwe znaczenie szczęścia i piękna.
Aktorzy i personel serialu zostali zaproszeni na wakacje w nagrodę do Cebu na Filipinach na 4 noce i 5 dni od 19 października 2018 roku.

## Oglądalność
| No. | Data emisji           | Oglądalność (AGB Nielsen) |
| --- | --------------------- | ------------------------- |
| 1   | 27 lipca 2018(dts)    | 2,885%                    |
| 2   | 28 lipca 2018(dts)    | 3,302%                    |
| 3   | 3 sierpnia 2018(dts)  | 3,066%                    |
| 4   | 4 sierpnia 2018(dts)  | 4,027%                    |
| 5   | 10 sierpnia 2018(dts) | 3,326%                    |
| 6   | 11 sierpnia 2018(dts) | 3,612%                    |
| 7   | 17 sierpnia 2018(dts) | 3,963%                    |
| 8   | 18 sierpnia 2018(dts) | 4,392%                    |
| 9   | 24 sierpnia 2018(dts) | 4,391%                    |
| 10  | 25 sierpnia 2018(dts) | 5,022%                    |
| 11  | 31 sierpnia 2018(dts) | 4,492%                    |
| 12  | 1 września 2018(dts)  | 5,436%                    |
| 13  | 7 września 2018(dts)  | 4,768%                    |
| 14  | 8 września 2018(dts)  | 5,033%                    |
| 15  | 14 września 2018(dts) | 4,832%                    |
| 16  | 15 września 2018(dts) | 5,753%                    |

## Nagrody i nominacje
| Rok  | Nagroda                | Kategoria            | Nominowany  | Wynik   | Źródło |
| ---- | ---------------------- | -------------------- | ----------- | ------- | ------ |
| 2018 | 11. Korea Drama Awards | Najlepszy nowy aktor | Cha Eun-woo | Wygrana | [ 8 ]  |
| 2018 | 11. Korea Drama Awards | Hallyu Star Award    | Cha Eun-woo | Wygrana | [ 8 ]  |
| 2018 | 11. Korea Drama Awards | Gwiazda Roku         | Jo Woo-ri   | Wygrana | [ 8 ]  |